# Alquería islámica de Bofilla
La torre Bofilla es un despoblado medieval que proviene de la época árabe. Se encuentra a 14 km de Valencia y a 3,5 de Bétera. Se trata de un asentamiento que surge de las necesidades defensivas de la taifa de Valencia en el siglo XIV, sin destrucción ni incendio, por lo que nos encontramos, casi intacto, un tipo de alquería musulmana cuya población continuó tras la conquista cristiana. Tras su excavación, se ha podido obtener la planta de una alquería medieval. La elección del lugar se debió a que había mucha agua, porque se disponía de un terreno con una elevación de unos quince metros para la construcción del sistema defensivo y, principalmente, porque había allí buena tierra para cultivar. Por la posibilidad de conocer su estructura, su excavación nos ayuda a conocer aspectos como la forma urbanística que tenía, el aspecto de las casas y sus dimensiones, cómo se distribuían, la relación y conexión entre ellas, o los edificios diversos que existían. Todo el conjunto estaba protegido y cerrado por el sistema defensivo (torre y albacara), además de otro circuito para proteger la zona de residencia, el cual era doble en algunos de sus extremos, a la vez que estaba vigilado por las torres secundarias. Corresponde a la época árabe, y está considerado como bien de interés cultural, con código 46.11.070-004, con la denominación Restos Arqueológicos de la alquería islámica de Bofilla y su Torre; localizándose al este del pueblo, dirección Moncada, en el margen derecho del barranco de Carraixet; con la categoría de monumento, con anotación Mº R-I-51-0010512, con fecha 8/2/2000.

## Historia

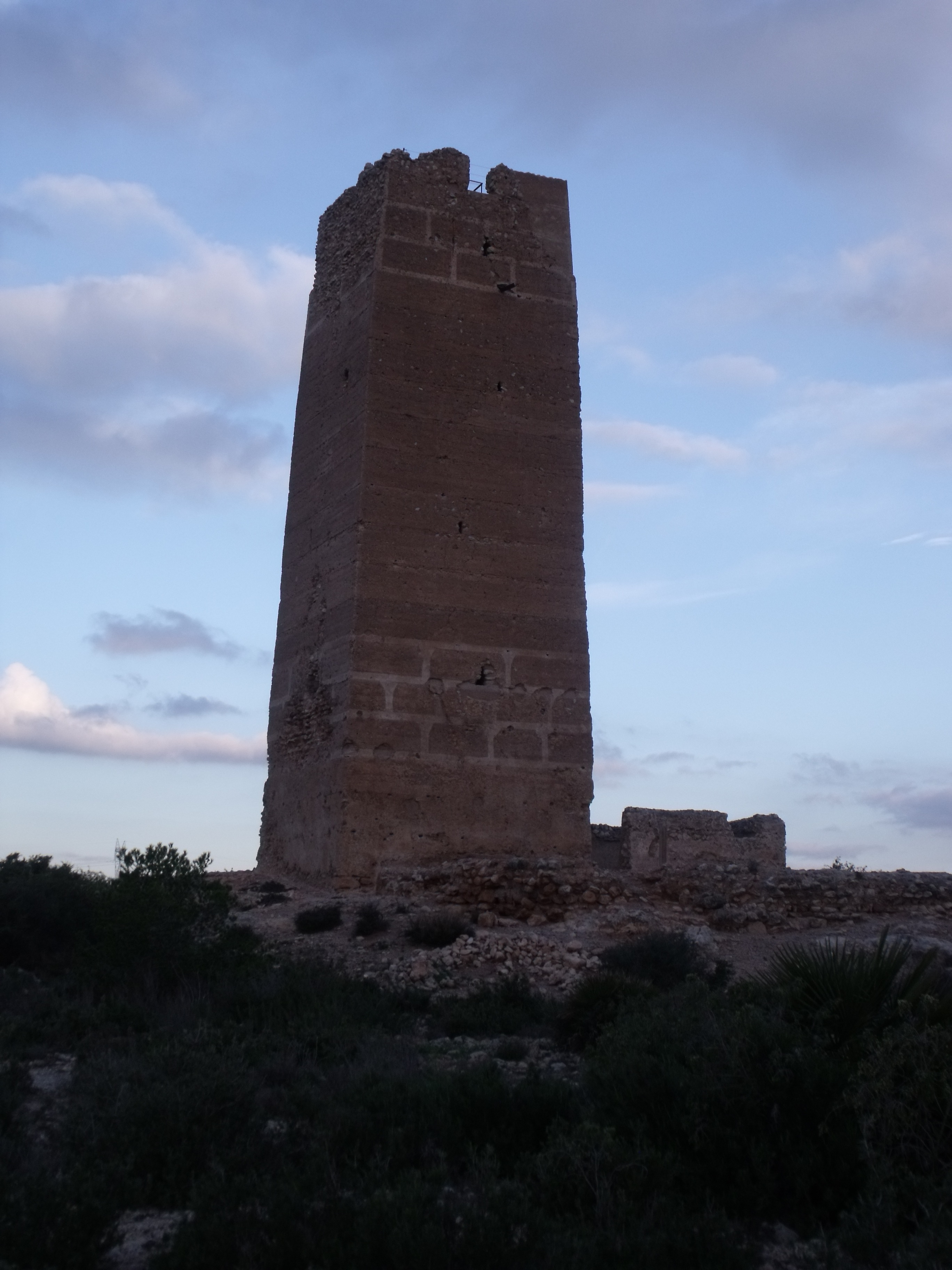
Torre de Bofilla.

La Torre Bofilla de Bétera (Valencia) es una torre de defensa erigida en época islámica junto con otra veintena de estructuras similares en un cinturón de unos 25 km en torno a la ciudad de Valencia. Se trata de torres ubicadas a una decena o más kilómetros de distancia de la costa sobre plataformas elevadas al pie de la red de caminos que antaño vertebraban el territorio.
La Torre Bofilla se ubica en una zona agrícola feraz, de abundantes recursos hídricos, con los restos arqueológicos de la alquería árabe al pie de sus fábricas. La alquería y la torre Bofilla nacieron probablemente en el contexto histórico de fortificación del territorio en torno a la ciudad de Valencia. La alquería fortificada islámica tuvo una vida de apenas unas décadas hasta la conquista de Valencia en 1238 por parte de Jaime I de Aragón, que precisamente planteó como estrategia el hostigamiento y la rendición de las alquerías que rodeaban la ciudad, más que el ataque directo a la misma. A partir de la conquista cristiana, la alquería aparece por primera vez en la documentación histórica a través de diecisiete noticias cronísticas y documentos, entre las cuales, el denominado Llibre del Repartiment y la Crònica de Jaume I.
La torre fue donada por el monarca a la Orden de Calatrava que ejerció su propiedad hasta mediados del siglo XIV, cuando la alquería se abandonó a causa de la carestía, las guerras contra Castilla y la peste negra. Al parecer los habitantes fueron absorbidos en el cercano núcleo de Bétera y siguieron cultivando las tierras de Bofilla como lugar privilegiado para la agricultura, pero sin ocupar sus construcciones.

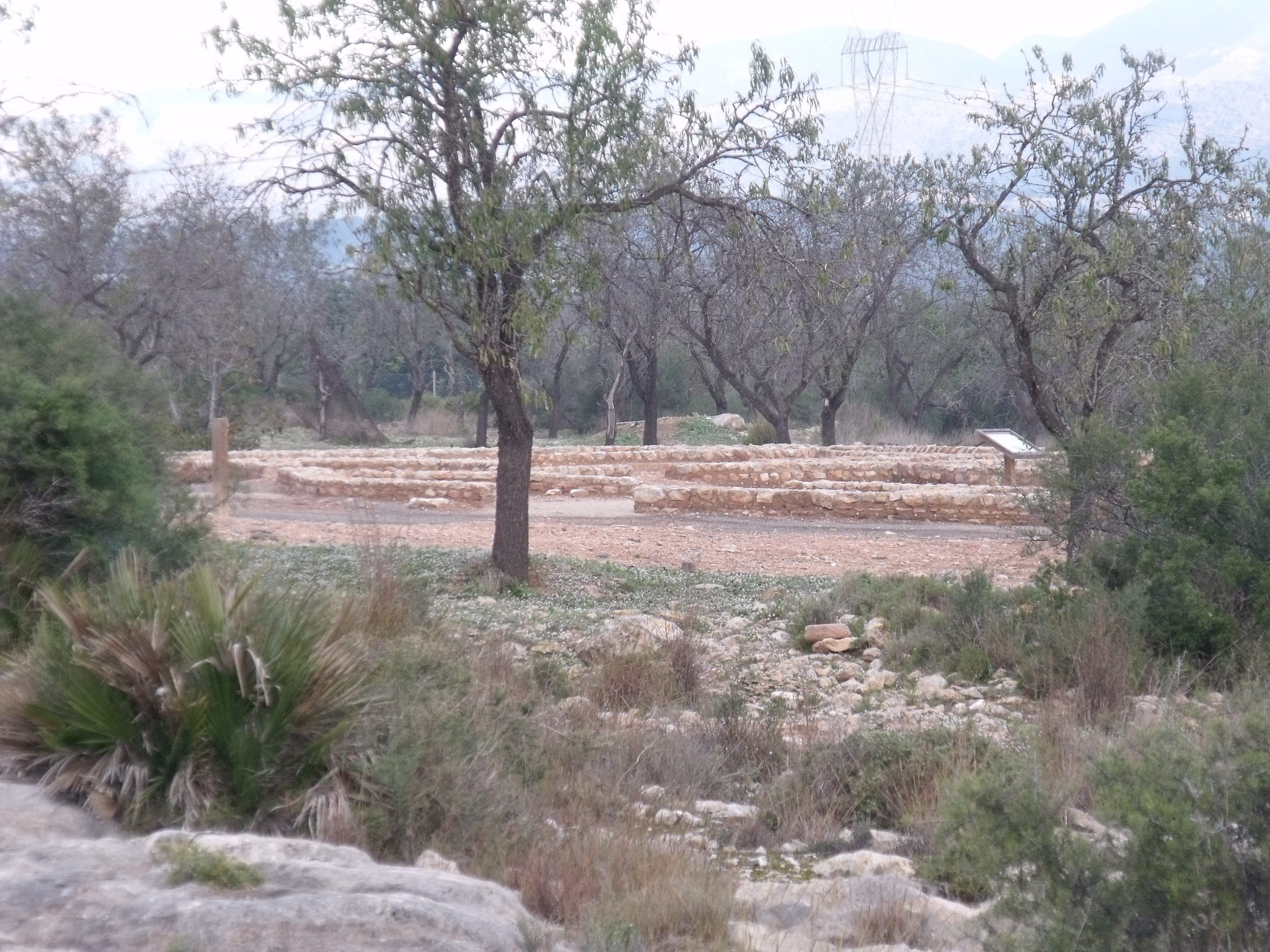
Restos de las viviendas islámicas.

Parece ser que el origen de la alquería de Bofilla es de mediados del siglo XI, como lugar de habitación y defensa del que no quedan restos. Posteriormente cuando las incursiones almohades del norte de África se construiría un recinto fortificado con una torre, un albacar (define a un espacio amurallado, adosado por lo general a una fortaleza o torre, cuya función era la de servir de refugio a gentes y ganados que pastoreaban por los alrededores en ocasiones de peligro) y un recinto murado. La planta de todo el recinto es rectangular. En las estructuras de la alquería se utilizó la fábrica de mampostería para igualar el terreno rocoso para luego continuar en la parte superior de los muros con fábrica de tapial. La torre es el único elemento que queda en pie de esta alquería, conservando su altura original. El recinto de Bofilla se dividía en dos partes. Por un lado un sistema defensivo constituido por la torre principal, torres secundarias, el albacar y la muralla defensiva. Y por otro el lugar de habitación configurado por casas y edificios públicos. La Torre Bofilla, a mediados del siglo XIV, quedó despoblada y sus construcciones fueron desmanteladas y reutilizados los materiales. Antes de su recuperación los últimos años el recinto fue utilizado como terreno de cultivo.

## Descripción
Las casas estaban formadas por dependencias principales, secundarias y el patio, este último articulaba la comunicación entre todas ellas. Las casas se agrupaban en manzanas. La alquería quedaba cerrada por un recinto amurallado que la envolvía en su totalidad. El segundo recinto era más exterior y solo se desarrollaba en los lados norte y oeste. Los edificios públicos que había en Bofilla eran los baños. Tras las excavaciones arqueológicas se han encontrado dos puertas de la alquería. La más importante en el lado sur junto a la torre principal. La otra situada en el lado norte, defendida por una de las dos torres secundarias, la situada al Noreste. Había cuatro pozos en la alquería, uno de ellos proporcionaba agua a los baños. Fuera del recinto habría dos pozos más. La torre defensiva de Bofilla, se encuentra junto al albacar, es el único elemento que se conserva. Tiene una altura de 16,5 m, que por el exterior en la esquina sureste alcanza más de 18 metros. La planta es cuadrada con 6,15 m de lado que decrece en altura hasta la coronación con 5,2 m de lado, creando un perfil tronco-piramidal. El espesor de los muros alcanza 1,20 m en la base de la torre y se adelgaza por el decrecido exterior y los resaltes internos de apoyo de los forjados hasta medir únicamente 56 cm. La fábrica es de tapial observándose los mechinales (agujeros resultantes en una pared, por haber sido ocupados durante su construcción con las agujas del andamio) de la construcción. Al interior presentaba cuatro plantas que en la actualidad han desaparecido. Tenía una terraza en le parte superior de la que queda alguna almena. Desde la terraza se vigilaba y se comunicaba por medio de fuegos con las otras dos fortificaciones con las que estaría enlazada. El acceso a la torre se encuentra en la cara norte, y en altura respecto al nivel del suelo. Junto a la torre y adosado a la misma por el este se encuentra el albacar del que no se tienen restos de construcciones en el interior. Los muros están realizados en la parte baja con mampostería, y la parte superior con fábrica de tapial.
En 2010 se finalizó un proceso de rehabilitación de la torre en el que se utilizaron las técnicas originales de su construcción, para evitar una falsa reconstrucción, por lo que su aspecto es el real de su estado, distinguiendo claramente las zonas recuperada. Interiormente, se han repuesto los niveles intermedios con materiales claramente actuales, pero con los espacios y sistemas de sustentación existentes originalmente, y se ha sustituido la escalera de madera de mano que se iba subiendo de planta en planta como medida de seguridad y defensa, por escaleras metálica fijas diferenciadas como modernas.
Lo mismo se ha hecho con el paso de ronda superior, recuperando claramente el aspecto visual de su utilidad original, pero dejando claro que no pertenece al monumento. Es un modelo ejemplar de como se deben emprender las tareas de consolidación de obras antiguas, sin caer en burdas reconstrucciones muchas veces sin base documental que las sustenten, y permitiendo mantener claramente el patrimonio sin destruir de ninguna manera su validez arqueológica. Junto a la torre y adosado a la misma por el este se encuentra el albacar del que no se tienen restos de construcciones en el interior. Los muros están realizados en la parte baja con mampostería, y la parte superior con fábrica de tapial.
El restablecimiento de los pisos de la edificación ha permitido colocar unas escalerillas como las que existían antaño que permiten acceder al piso superior de la atalaya, desde la que se puede divisar toda la comarca, de la misma manera que los antiguos habitantes de la alquería controlaban el territorio ante posibles incursiones de los cristianos.